# Condado de Talbot (Georgia)
El condado de Talbot (en inglés: Talbot County), fundado en 1827, es uno de 159 condados del estado estadounidense de Georgia. En el año 2000, el condado tenía una población de 6498 habitantes y una densidad poblacional de 4 personas por km². La sede del condado es Talbotton. El condado recibe su nombre por Matthew Talbot.

## Geografía
Según la Oficina del Censo, el condado tiene un área total de 1022 km² (394,6 mi²), de la cual 1018 km² (393,1 mi²) es tierra y 4 km² (1,5 mi²) (0.04%) es agua.

### Condados adyacentes
- Condado de Upson (noreste)
- Condado de Taylor (sureste)
- Condado de Marion (sur)
- Condado de Muscogee (suroeste)
- Condado de Chattahoochee (suroeste)
- Condado de Harris (oeste)
- Condado de Meriwether (noroeste)

## Demografía
Según el censo de 2000, había 6498 personas, 2538 hogares y 1824 familias residiendo en la localidad. La densidad de población era de 4 hab./km². Había 2871 viviendas con una densidad media de 3 viviendas/km². El 36.80% de los habitantes eran blancos, el 61.59% afroamericanos, el 0.23% amerindios, el 0.38% asiáticos, el 0.02% isleños del Pacífico, el 0.26% de otras razas y el 0.83% pertenecía a dos o más razas. El 1.26% de la población eran hispanos o latinos de cualquier raza.
Los ingresos medios por hogar en la localidad eran de $26 611, y los ingresos medios por familia eran $35 208. Los hombres tenían unos ingresos medios de $29 186 frente a los $19 438 para las mujeres. La renta per cápita para el condado era de $14 539. Alrededor del 24.20% de la población estaban por debajo del umbral de pobreza.

## Transporte

### Principales carreteras
- Interestatal 80
- U.S. Route 27
- SR 22
- SR 36
- SR 41
- SR 96

## Localidades
- Geneva
- Junction City
- Talbotton
- Woodland
- Manchester (parte)

### Áreas no incorporadas
- Centerville, Georgia
- O'Neals, Georgia
- Tax, Georgia